# Place de la Bourse (Bruselas)
La Place de la Bourse (en francés, pronunciado /plas də la buʁs/) o Beursplein (en neerlandés, pronunciado /ˈbøːrsplɛin/ⓘ), que significa «plaza de la Bolsa», es una importante plaza situada en el centro de Bruselas (Bélgica), creada tras el recubrimiento del cauce del río Senne (1867–1871). En esta plaza se encuentra el antiguo edificio de la Bolsa de Bruselas, al que debe su nombre. Está servida por la estación Bourse - Grand-Place/Beurs - Grote Markt de las líneas 4 y 10 del premetro (tranvía subterráneo).

## Historia

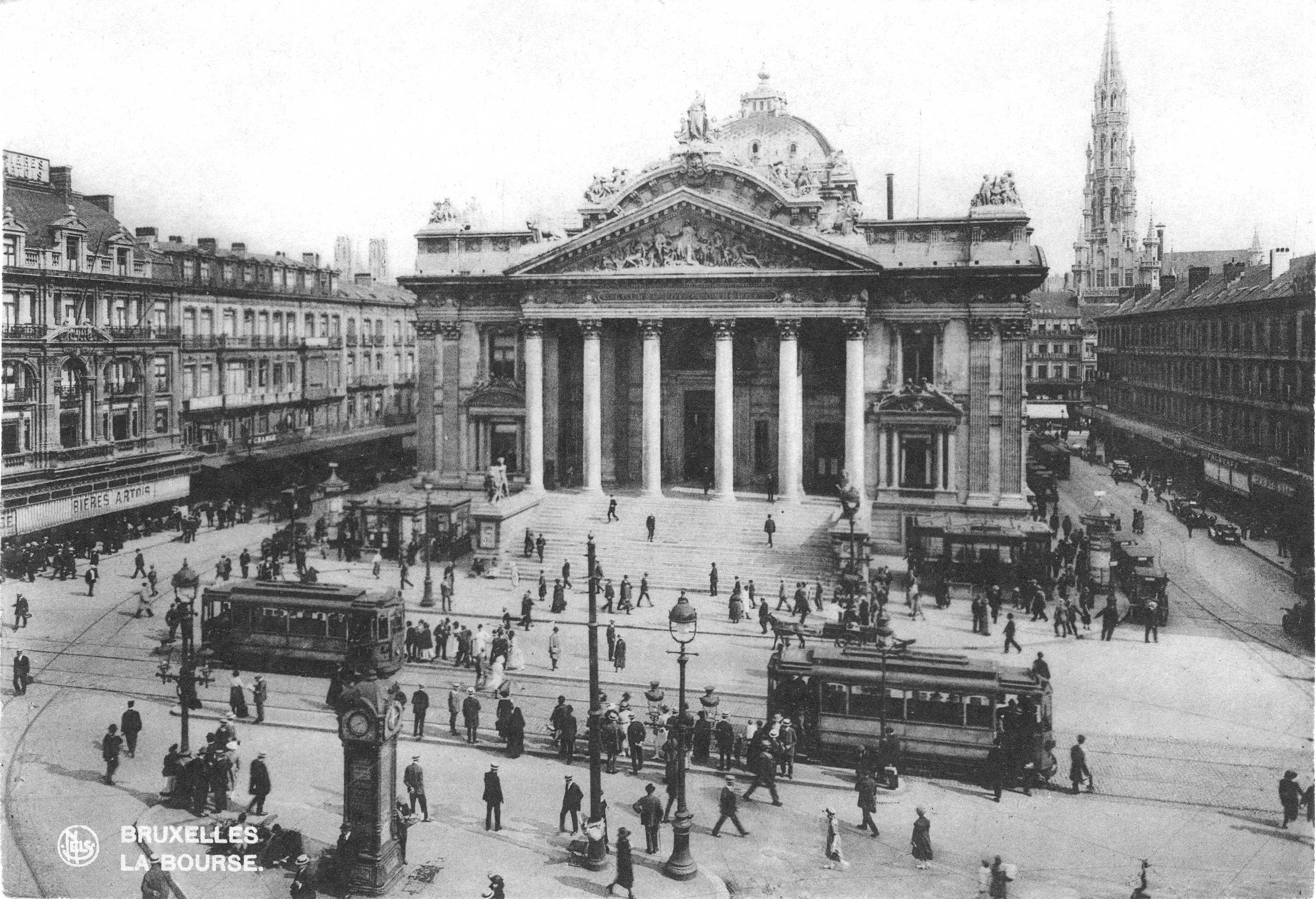
La Place de la Bourse/Beursplein en la década de 1920.

La Place de la Bourse fue creada tras el recubrimiento del cauce del río Senne (1867–1871), como parte de las ambiciosas obras urbanas emprendidas por el arquitecto Léon Suys durante el mandato del alcalde Jules Anspach. Con su céntrica ubicación a la mitad del recorrido del Boulevard Anspach/Anspachlaan (entonces llamado Boulevard Central/Centraallaan), era el punto focal del proyecto de Suys para el saneamiento y embellecimiento de la ciudad. Las obras de remodelación de todo el barrio empezaron en 1868 y el edificio de la Bolsa de Bruselas fue inaugurado en 1873.
En la actualidad, la plaza es utilizada como lugar de reunión y en ella se llevan a cabo muchos eventos importantes. Desde el 29 de junio de 2015, ha estado peatonalizada como parte de una gran zona peatonal del centro de Bruselas (en francés: Le Piétonnier). En esa ocasión, fue restaurada parcialmente a su aspecto original y se instaló un nuevo pavimento. Tras los atentados de Bruselas de 2016, fue usada como un memorial improvisado. El 11 de noviembre de 2017, se desataron en la plaza importantes disturbios.

## Edificios alrededor de la plaza

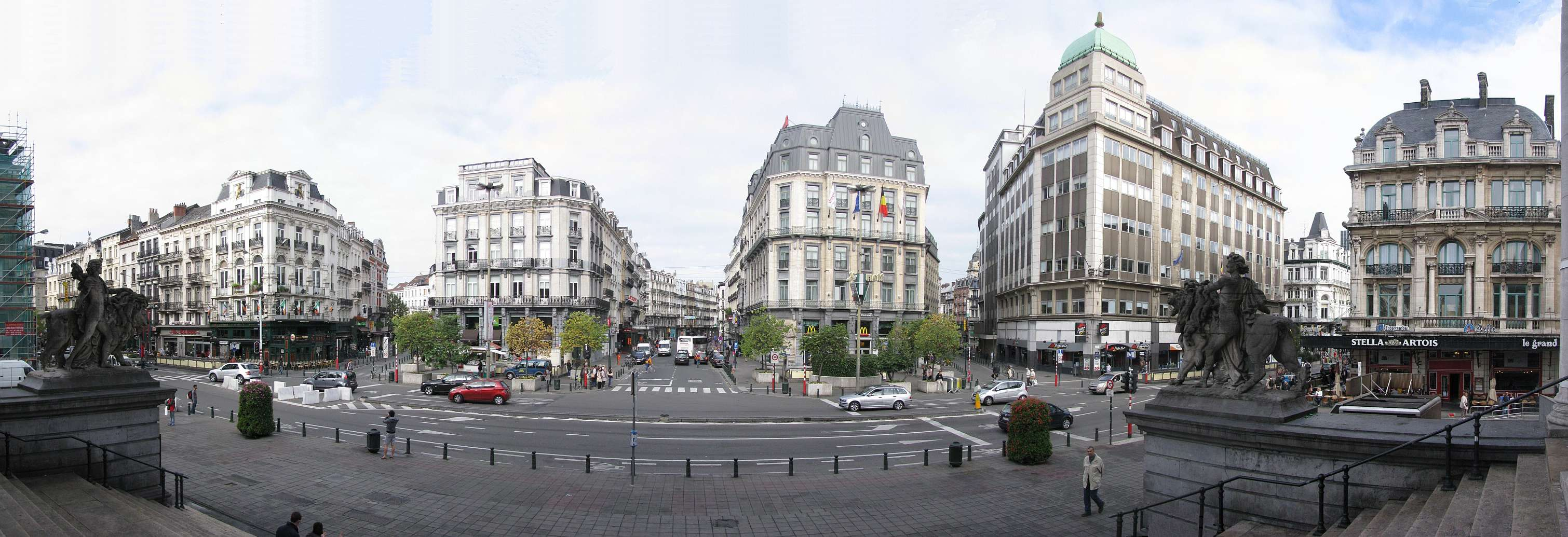
La Place de la Bourse en 2012, antes de su peatonalización.

En el lado sureste de la Place de la Bourse, el edificio de la Bolsa de Bruselas ocupa la ubicación del antiguo mercado de mantequilla (en francés: Marché au Beurre, en neerlandés: Botermarkt), construido a su vez sobre los restos del convento de los franciscanos recoletos del siglo xiii. Este edificio ecléctico mezcla elementos extraídos de los estilos neorrenacentista y Segundo Imperio con una profusión de ornamentos y esculturas de artistas célebres como Auguste Rodin. Después de tres años de renovaciones, el edificio reabrió en 2023 como un museo de la cerveza belga.
En el otro lado de la plaza, entre las arterias que forman ángulos con el Boulevard Anspach/Anspachlaan, se encuentran dos edificios eclécticos de apartamentos, construidos en un estilo similar entre 1884 y 1885, asegurando la homogeneidad de la plaza. En el lado norte, en la esquina con la Rue Paul Devaux/Paul Devauxstraat, la plaza fue alterada con la sustitución de los Grands Magasins de la Bourse, tras su destrucción por un incendio en 1948, con un imponente inmueble de tiendas y oficinas. Este edificio, que data de 1949 y fue diseñado por el arquitecto E. De Heu, tiene una torre de esquina coronada con una cúpula y se inspiró en parte en el antiguo, recuperando elementos del edificio original, como los balcones.

## Localización y accesibilidad
La Place de la Bourse se encuentra en la intersección del Boulevard Anspach/Anspachlaan al norte y al sur con varias calles más pequeñas en su lado noroeste: la Rue Paul Devaux/Paul Devauxstraat, la Rue Auguste Orts/Auguste Ortsstraat y la Rue Jules Van Praet/Jules Van Praetstraat. Adicionalmente, dos calles laterales, que discurren a ambos lados del edificio de la bolsa, conducen a ella desde el sureste: la Rue Henri Maus/Henri Mausstraat y la Rue de la Bourse/Beursstraat.